# 星克己
星 克己（ほし かつみ、1953年11月5日 - ）は、日本の歌手。東京都出身（出生は福島県）。

## 人物
父親はアメリカ人で、3歳より東京で過ごす。
1970年、駒込高校に入学するが1年で中退して、日本テレビの『プラチナゴールデンショー』に出演するグループ（後のハイ・スパンキー）のオーディションに参加。グループではなく渡辺プロダクション所属のソロ歌手として1971年に両A面シングル「花と少女/ひとりぼっち」でデビュー。
1972年、第4回ヤマハポピュラーソングコンテストに岩渕リリとユニットを組んで出場、「雪と少女のファンタジア」を披露した。同曲は後に「星克己と大橋純子」名義でリリースされ、ニッポン放送のラジオ番組『コッキーポップ』のテーマ曲にもなった。
1973年、ジャニーズ事務所が結成したバンド・スーパーエイジに参加。バンド活動と並行して、役者としてテレビドラマに数本出演していた。特に、1978年4月から12月にかけて東京12チャンネル（現：テレビ東京）の『UFO大戦争 戦え! レッドタイガー」では準主役の天野太陽役を演じた。
2007年にバンド「One's Father」を結成し、ボーカルとギターを担当。ライブを中心に活動している。

## ディスコグラフィ
- 全てMCAレコードからリリース。

### シングル
| # | 発売日     | A/B面 | タイトル             | 作詞       | 作曲           | 編曲       | 規格品番 |
| - | ---------- | ----- | -------------------- | ---------- | -------------- | ---------- | -------- |
| 1 | 1971年 1月 | A面   | 花と少女             | 山口あかり | 井上かつお     | 馬飼野俊一 | E-1007   |
| 1 | 1971年 1月 | B面   | ひとりぼっち         | 橋本淳     | みなみらんぼう | 有明春樹   | E-1007   |
| 2 | 1971年 9月 | A面   | 理由なき反抗         | 阿久悠     | 井上かつお     | 馬飼野康二 | E-1035   |
| 2 | 1971年 9月 | B面   | しあわせの朝         | 久仁京介   | 田村博正       | 馬飼野康二 | E-1035   |
| 3 | 1972年 2月 | A面   | 愛の歌は永遠に       | S.Koizumi  | D.Bramlett     | 島田タカホ | E-1049   |
| 3 | 1972年 2月 | B面   | ちょっと待って下さい | 香取治     | L.Garner       | 馬飼野康二 | E-1049   |

その他の名義の楽曲
- 「雪と少女のファンタジア」（星克己と大橋純子 名義）
  - オムニバスアルバム『合歓の郷宴〜ほんのり甘口 蔵出しシリーズVol.2』収録）

### アルバム
- 花と少女（1971年）

## おもな出演

### テレビドラマ
- どっこい大作 第46話（1973年11月、NET）山崎一郎 役
- UFO大戦争 戦え! レッドタイガー（1978年4月 - 12月、東京12チャンネル）天野太陽 役